# Maria Shirley Donato
Maria Shirley Baggio Donato foi a primeira mulher do estado de Santa Catarina e a terceira mulher brasileira a assumir (ainda que interinamente) no Senado Federal, na 46ª Legislatura (1979 — 1983), de 11 de junho a 5 de agosto de 1981. Ela era a segunda suplente do senador Jaison Barreto e assumiu quando o primeiro suplente, Dejandir Dalpasquale, se declarou sem condições de continuar no exercício do mandato.
Natural de Ijuí, RS, é advogada e filiada ao MDB.

## Vida pessoal
Filha de Florindo Donato e Genoveva Baggio Donato, seu pai era um comerciante na cidade de Lages, SC. Foi eleita Rainha da Primavera em 1954.